# ون کلایبرن
ون کلایبرن (به انگلیسی: Van Cliburn) (۱۲ ژوئیهٔ ۱۹۳۴ — ۲۷ فوریه ۲۰۱۳) نوازنده پیانو آمریکایی که پس از برنده شدن در نخستین دوره رقابت بین‌المللی چایکوفسکی در ۱۹۵۸ به شهرت رسید.

## زندگی‌نامه
کلایبرن از سه سالگی و توسط مادرش که خود نوازنده پیانو بود، تحت تعلیم قرار گرفت. در ۱۹۴۷ برای نخستین بار همراه با ارکستر سمفونیک هیوستون به اجرا پرداخت. در ۱۹۵۴ از مدرسه موسیقی جولیارد فارغ‌التحصیل شد. در ۱۹۵۸ در مسابقه بین‌المللی چایکوفسکی شرکت کرد و حضار و داوران را با اجرای رمانتیک خود تحت تأثیر قرار داد. پیروزی او در این مسابقه در رابطه آمریکا و شوروی در دوران جنگ سرد نیز تأثیر گذارد.
پس از بازگشت از شوروی، در نیویورک همچون یک قهرمان از او استقبال کردند. اجرای او از کنسرتو پیانو شماره ۱ چایکوفسکی که در مرحله آخر مسابقه ضبط شده بود همراه با دو قطعه دیگر منتشر شد و به نخستین آلبوم در سبک کلاسیک تبدیل گردید که نشان پلاتین دریافت کرد. آن آلبوم تا پایان دوره کاری کلایبرن به عنوان موفق‌ترین آلبوم او باقی ماند. کلایبرن مدتی از اجرا کنار کشید و به مراقبت از مادر بیمارش پرداخت. او پس از آن به ندرت به اجرا پرداخت. در سپتامبر ۲۰۱۲ در پنجاهمین سالگرد بنیاد ون کلایبرن، برای آخرین بار بر روی صحنه ظاهر شد و به اجرا پرداخت.